# 洞居伊兰猛水蚤
洞居伊兰猛水蚤（学名：Elaphoidella cavicola）为异足猛水蚤科伊兰猛水蚤属的动物，是中国的特有物种。分布于广东等地，常栖息于岩洞水域中。